# 阳宫寺
阳宫寺，位于西藏自治区拉萨市城关区蔡公堂乡蔡一村，是一座藏传佛教寺院。

## 简介
阳宫寺位于西藏自治区拉萨市城关区蔡公堂乡蔡一村。为藏传佛教寺院。
2012年，该寺的僧人索朗次仁被评为西藏自治区爱国守法先进僧尼。